# دياني تشن
دياني تشن (بالإنجليزية: Diane Chen)‏ هي متزلجة فنية أمريكية، ولدت في 17 سبتمبر 1979.

## وصلات خارجية
- دياني تشن على موقع الاتحاد الدولي للتزلج (الإنجليزية)